# Dél-Amerika dinoszauruszainak listája

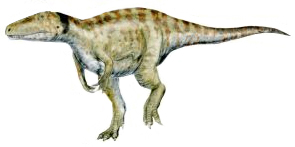
Aerosteon

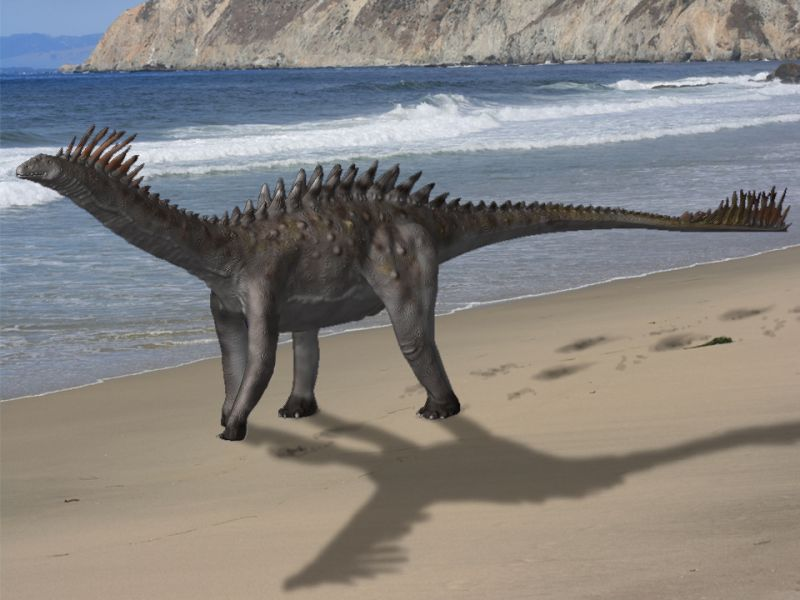
Agustinia

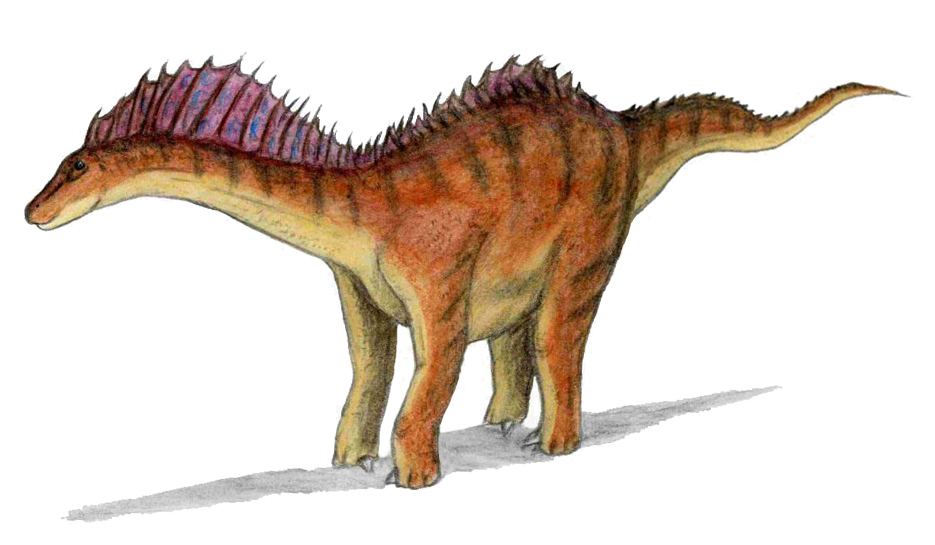
Amargasaurus

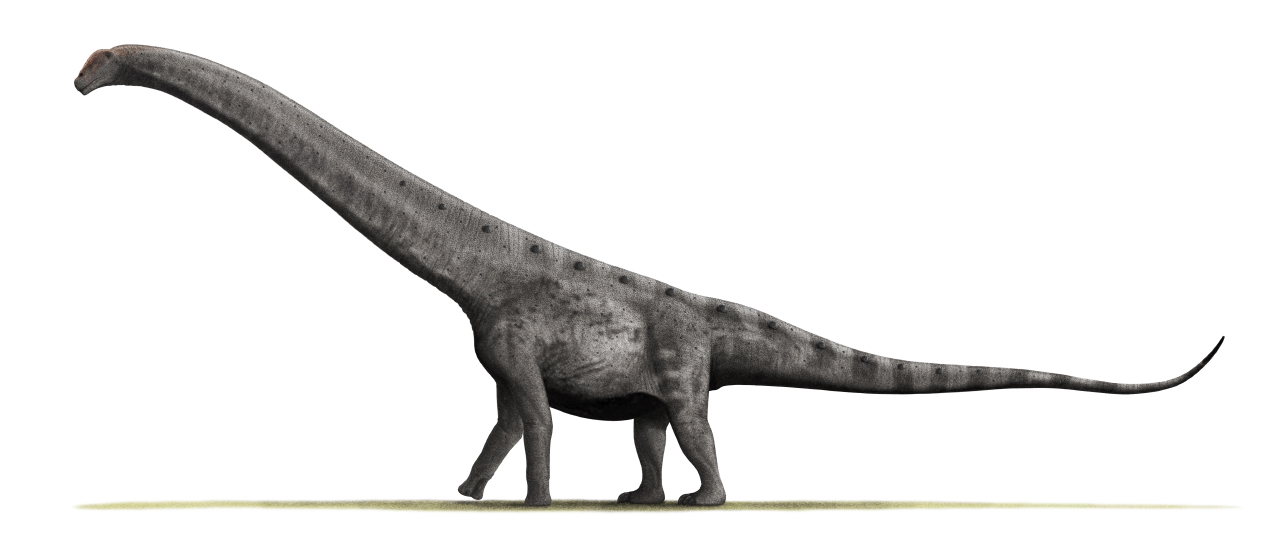
Argentinosaurus

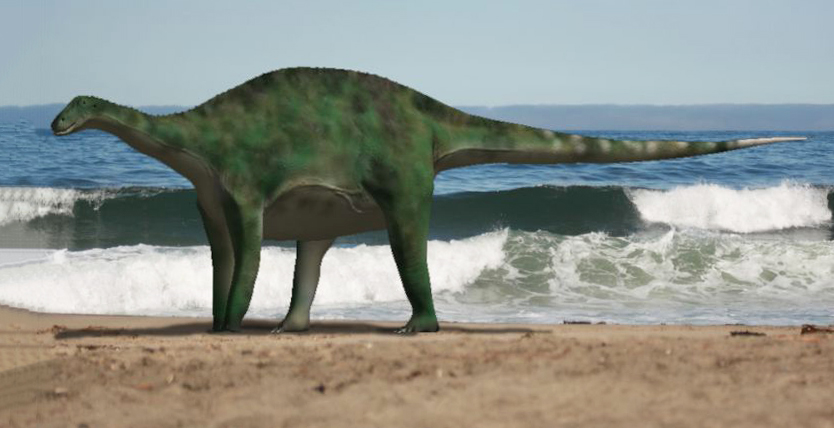
Brachytrachelopan

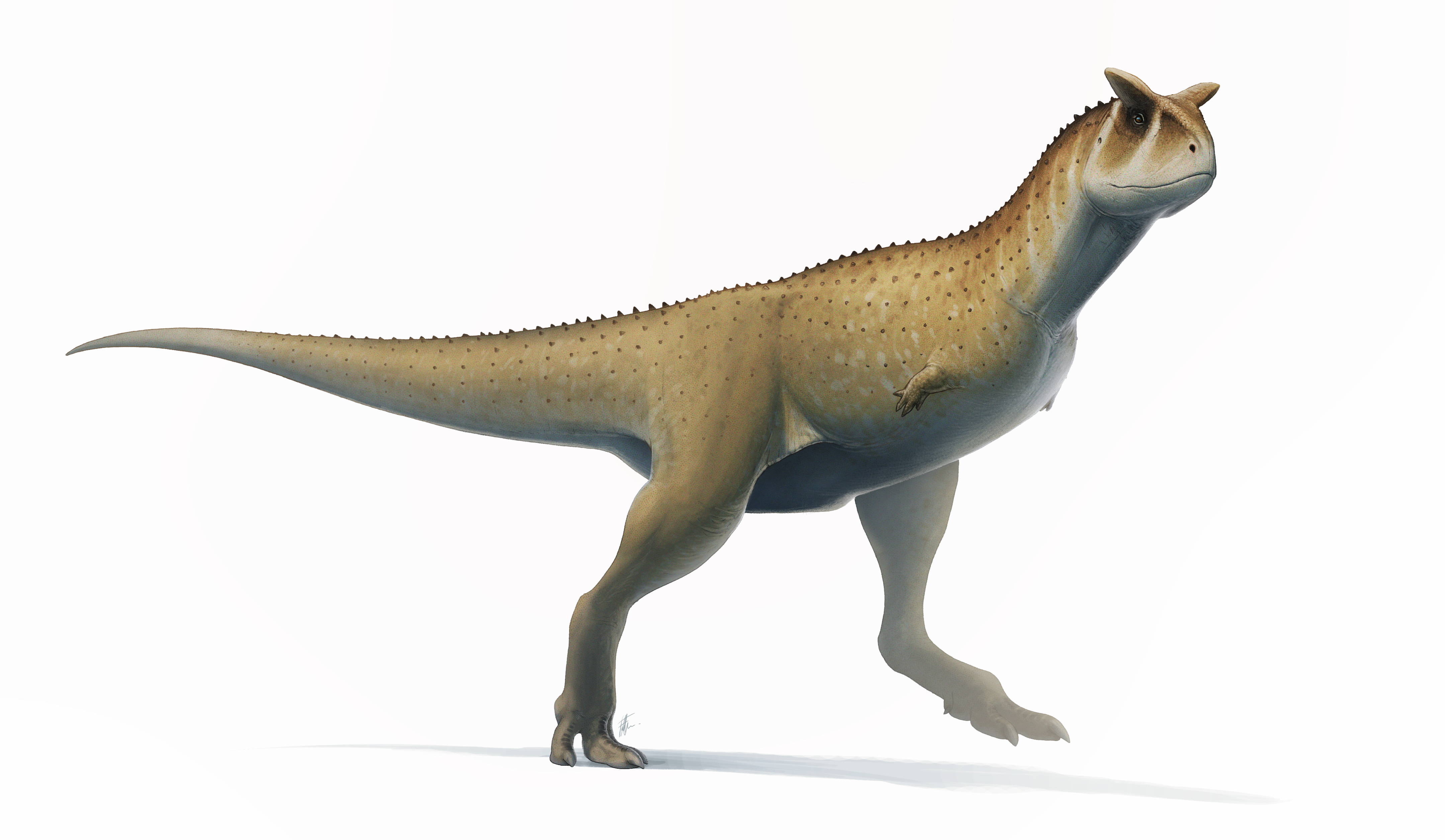
Carnotaurus

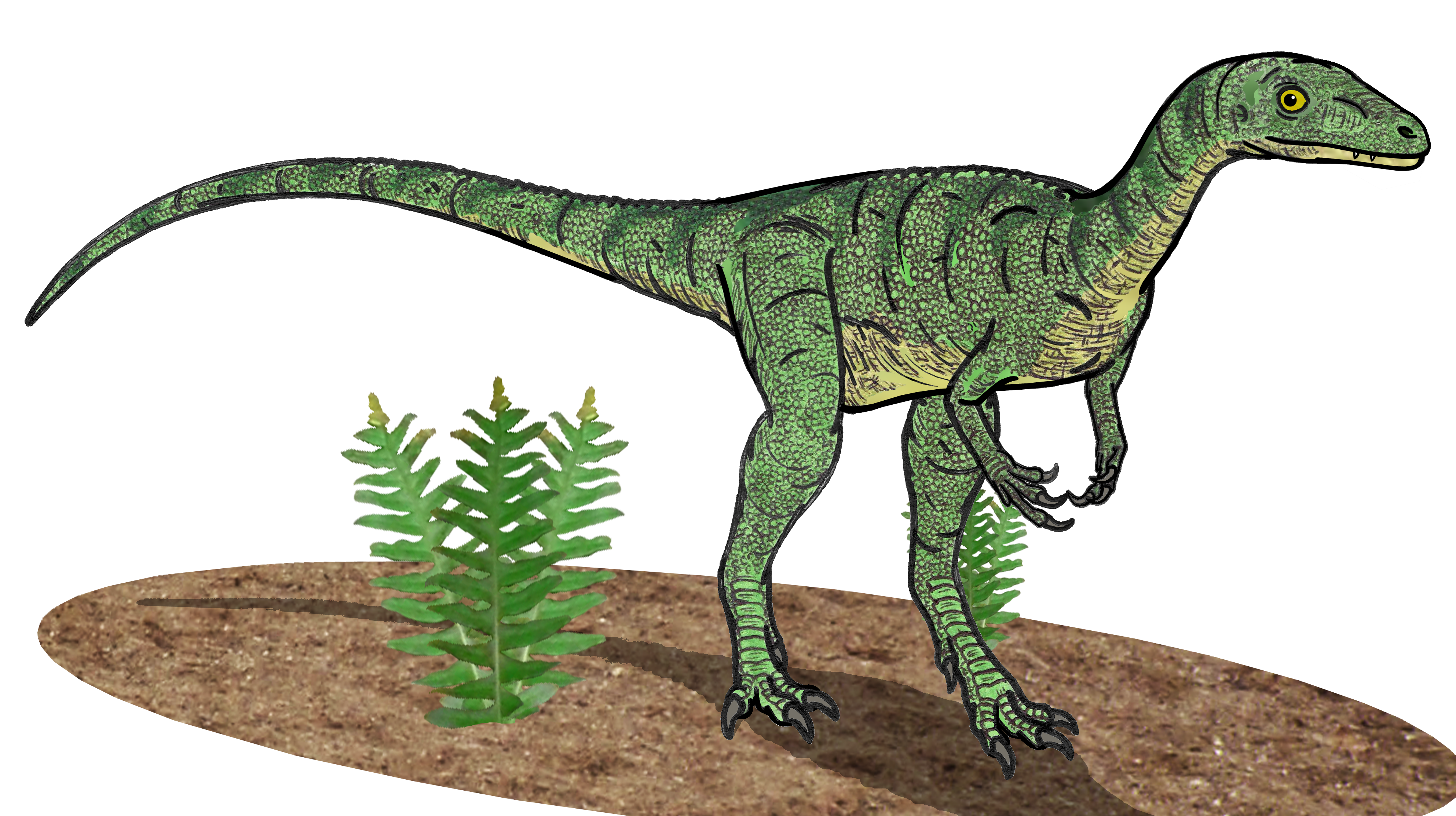
Eoraptor

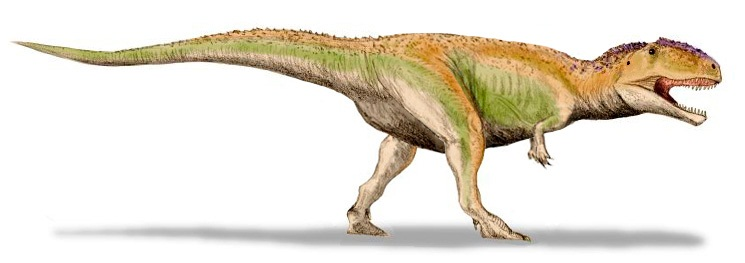
Giganotosaurus

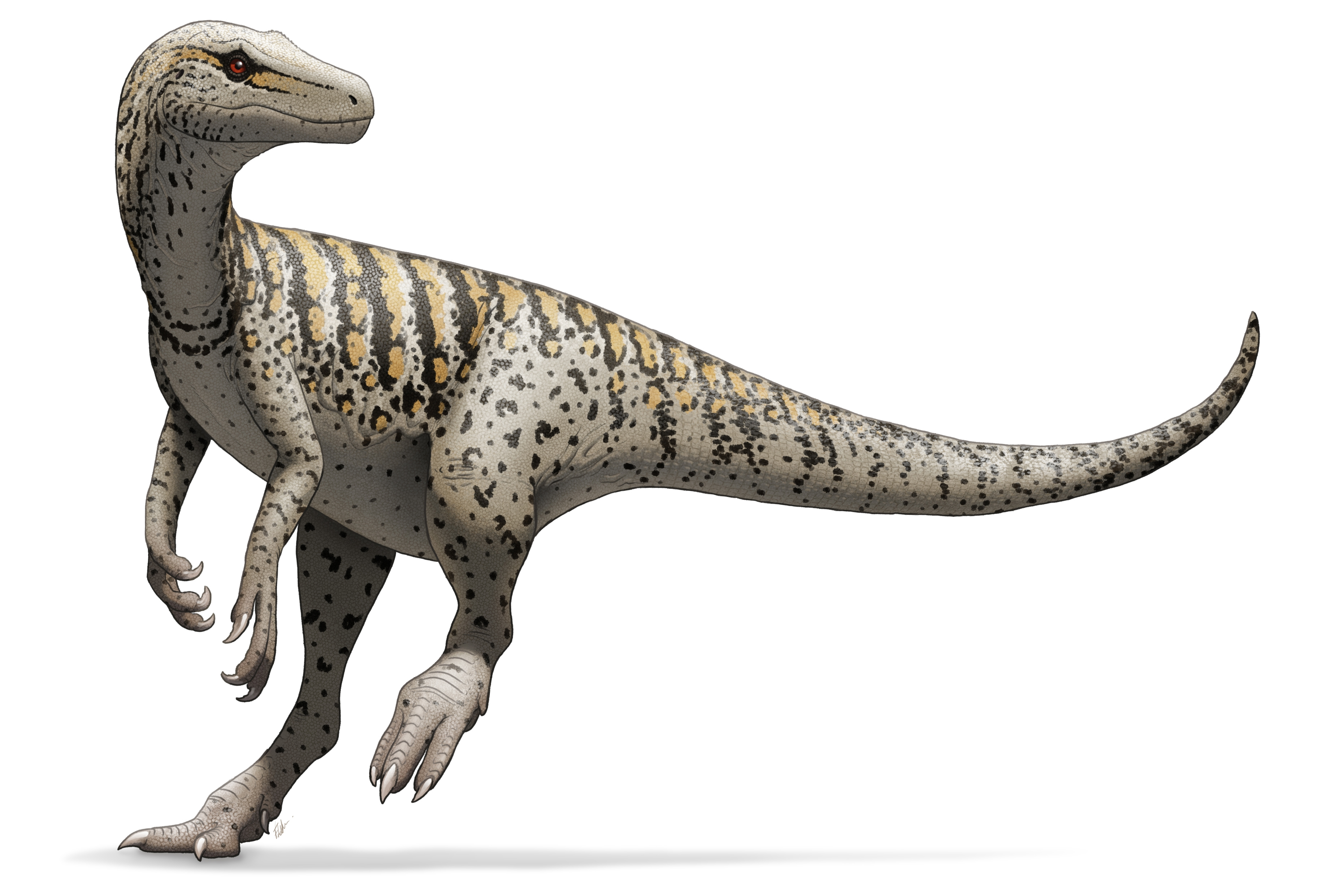
Herrerasaurus

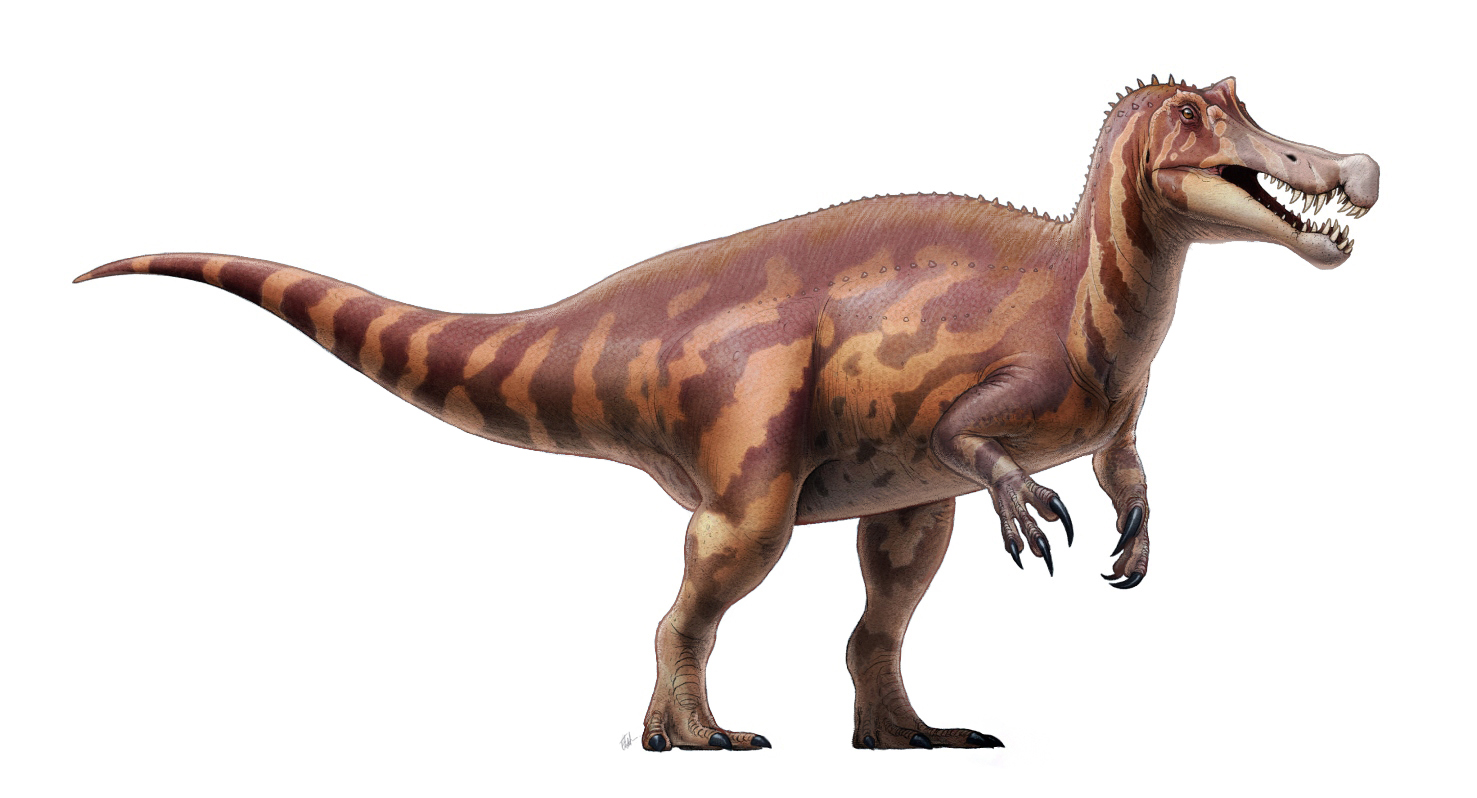
Irritator

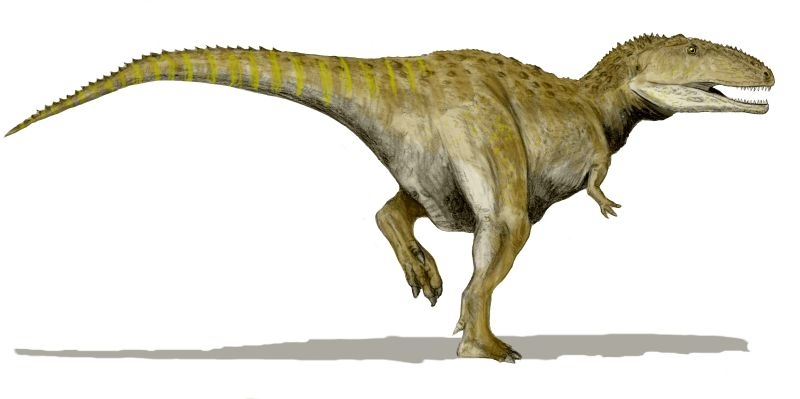
Mapusaurus

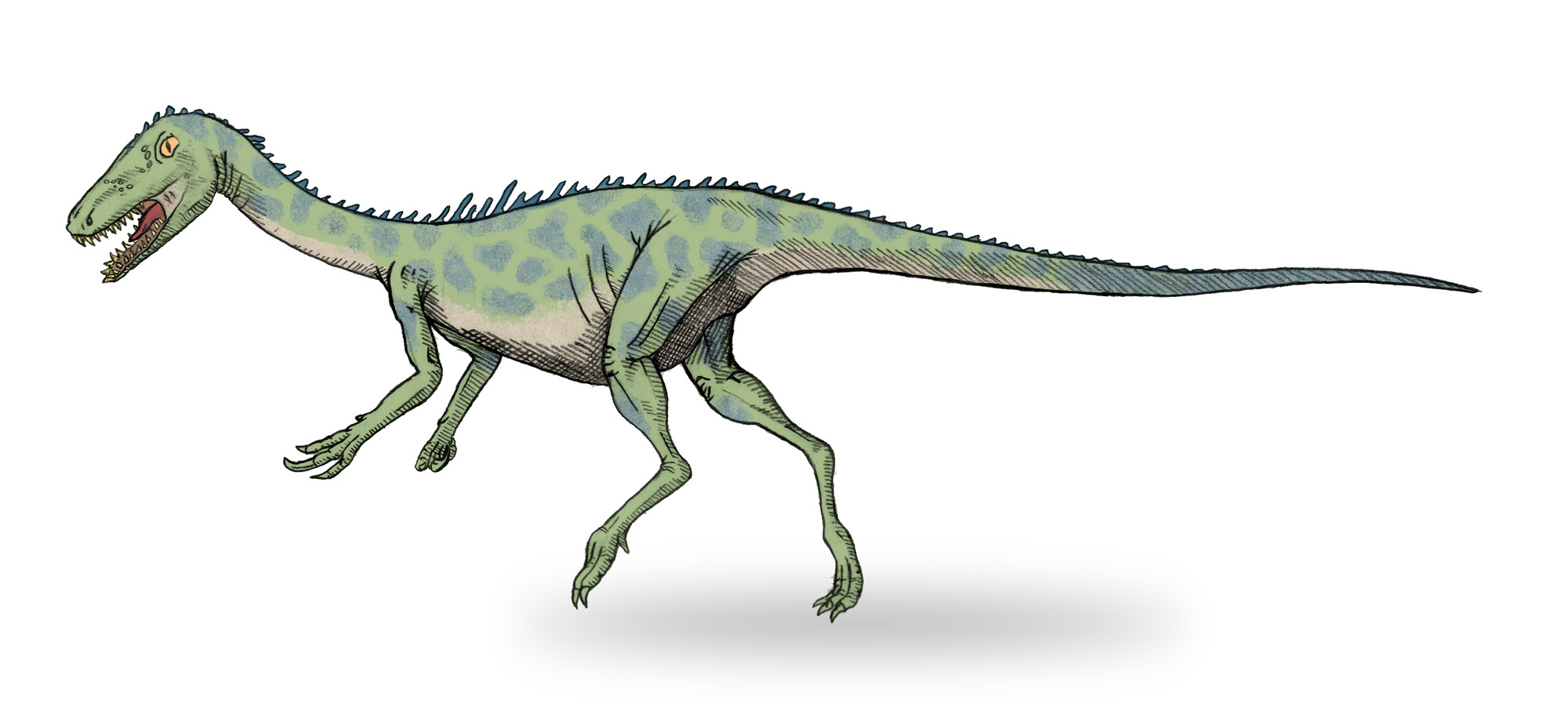
Noasaurus

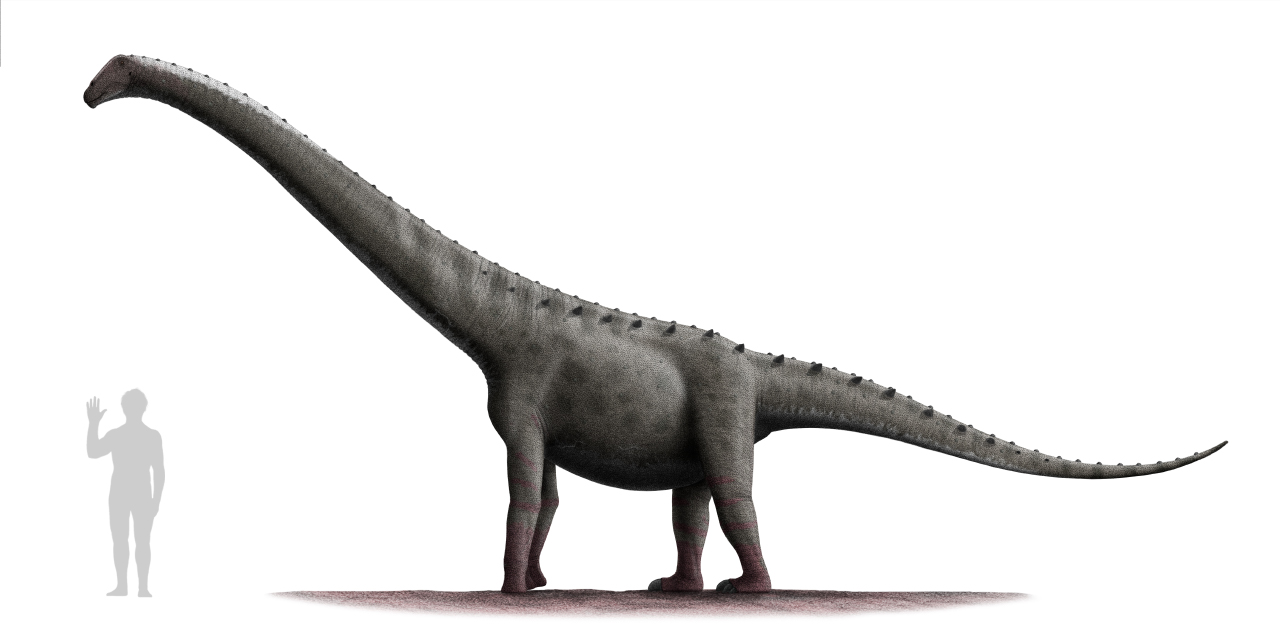
Rinconsaurus

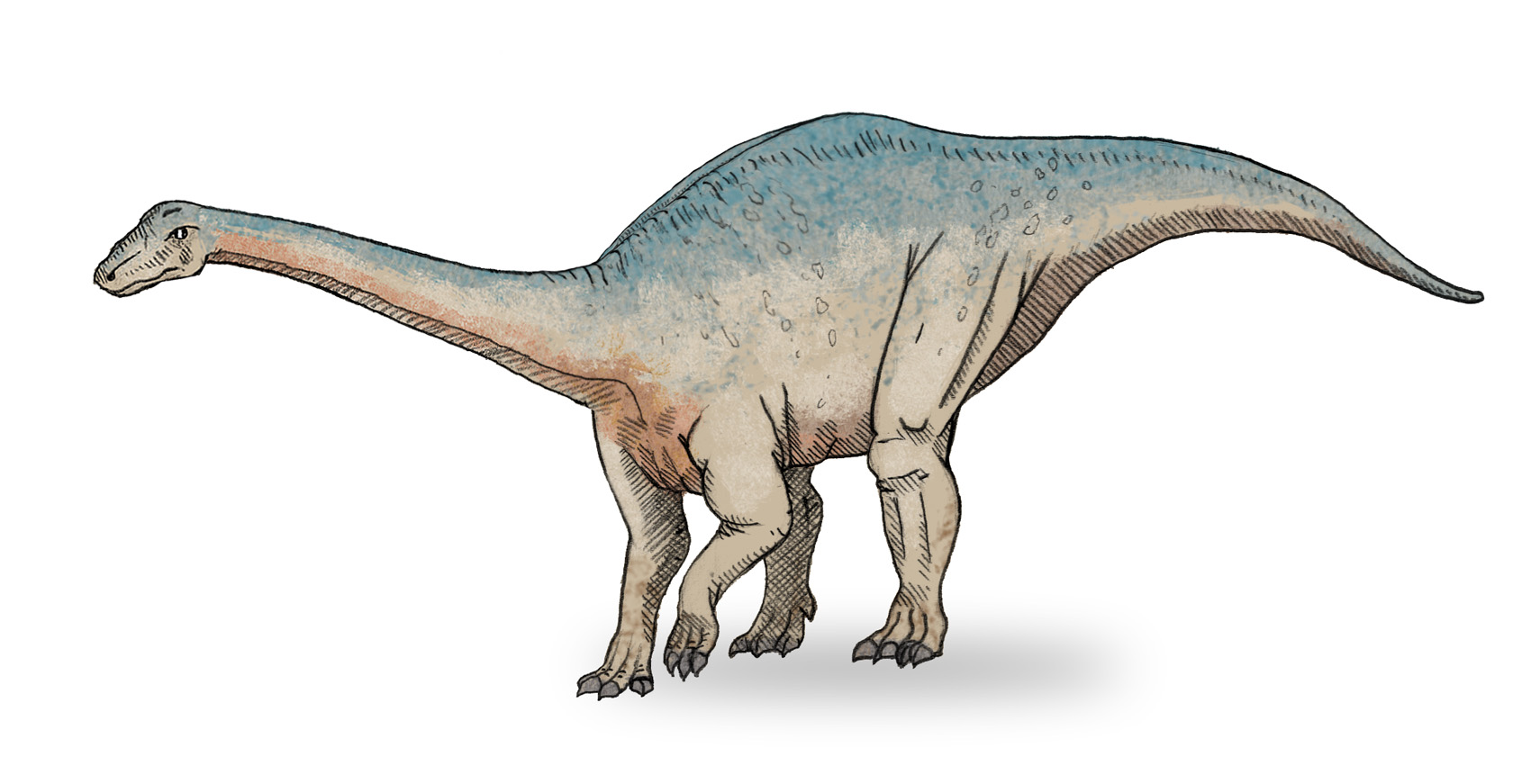
Riojasaurus

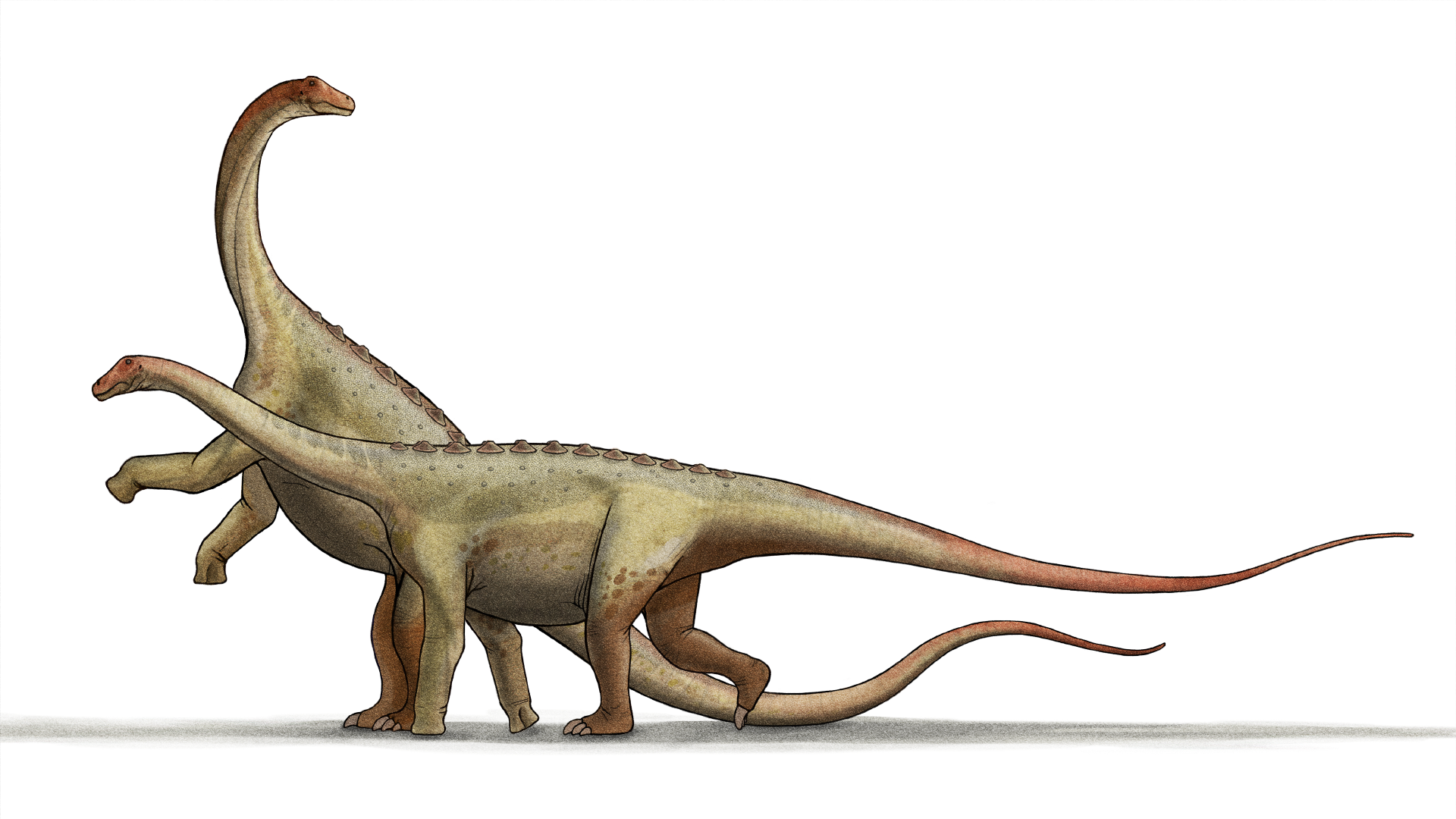
Saltasaurus

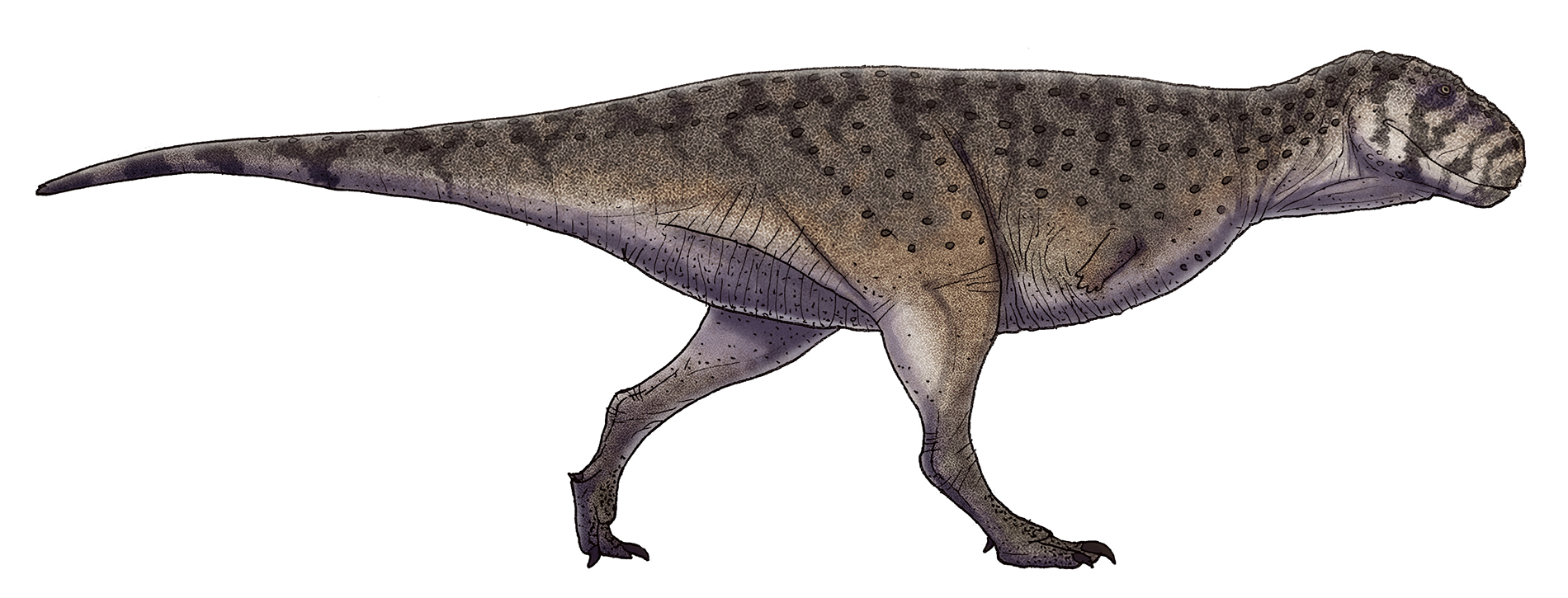
Skorpiovenator

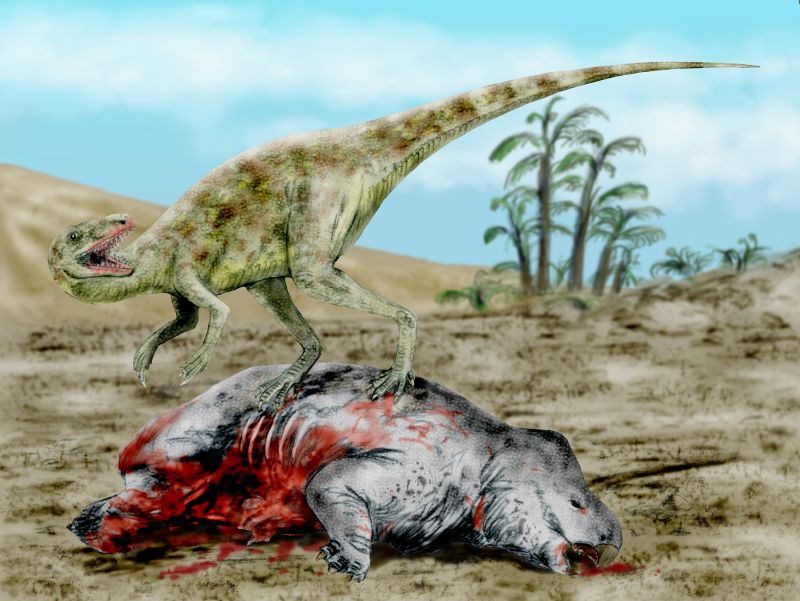
Staurikosaurus

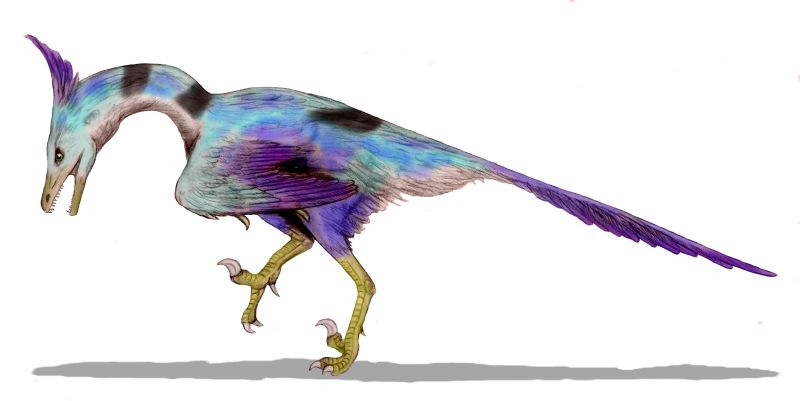
Unenlagia

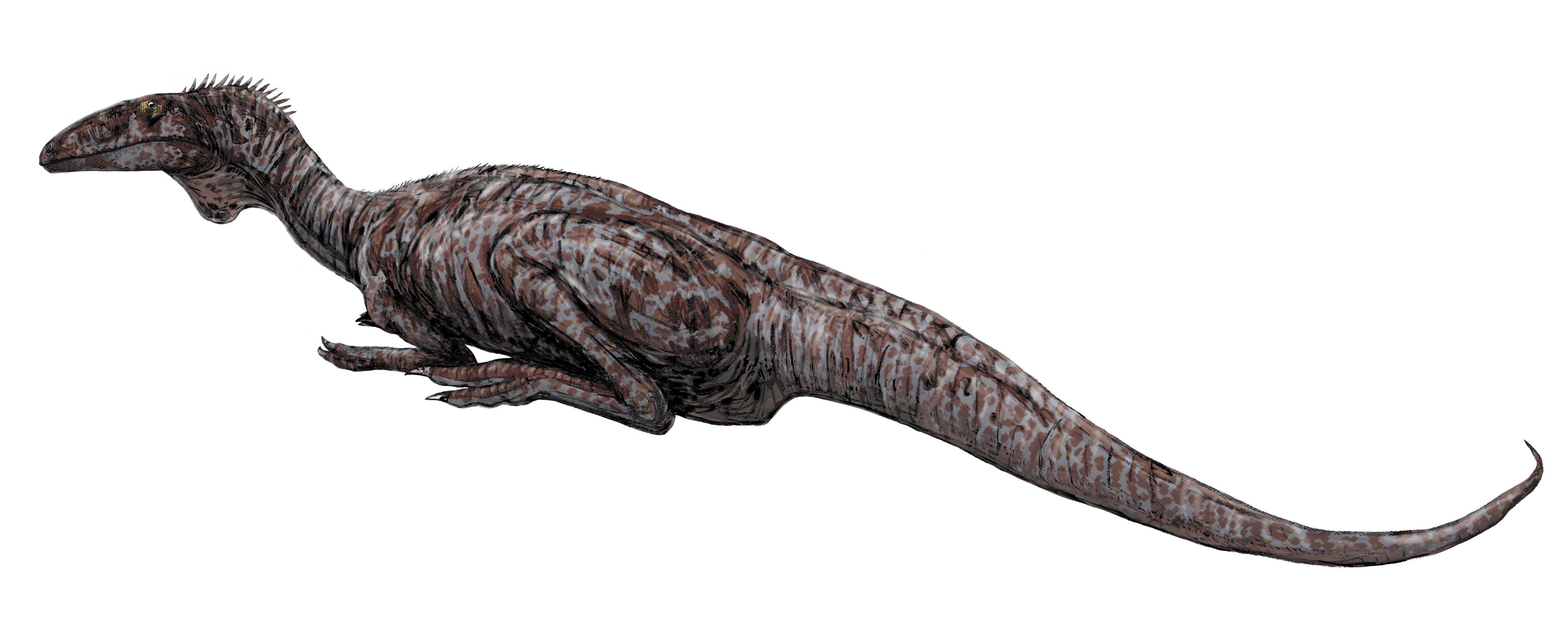
Zupaysaurus

Az alábbi dinoszaurusz lista olyan dinoszaurusz nemeket tartalmaz, amelyek Dél-Amerika területéről kerültek elő.

## Dél-Amerika dinoszauruszainak listája
| Név               | Időszak | Étrend       | Megjegyzés                                           |
| ----------------- | ------- | ------------ | ---------------------------------------------------- |
| Abelisaurus       | kréta   | húsevő       | —                                                    |
| Achillesaurus     | kréta   | húsevő       | —                                                    |
| Adamantisaurus    | kréta   | növényevő    | —                                                    |
| Adeopapposaurus   | jura    | növényevő    | —                                                    |
| Aeolosaurus       | kréta   | növényevő    | —                                                    |
| Aerosteon         | kréta   | húsevő       | —                                                    |
| Agustinia         | kréta   | növényevő    | —                                                    |
| Alvarezsaurus     | kréta   | húsevő       | —                                                    |
| Amargasaurus      | kréta   | növényevő    | —                                                    |
| Amargatitanis     | kréta   | növényevő    | —                                                    |
| Amazonsaurus      | kréta   | növényevő    | —                                                    |
| Amygdalodon       | jura    | növényevő    | —                                                    |
| Anabisetia        | kréta   | növényevő    | —                                                    |
| Andesaurus        | kréta   | növényevő    | —                                                    |
| Angaturama        | kréta   | húsevő       | —                                                    |
| Aniksosaurus      | kréta   | húsevő       | —                                                    |
| Antarctosaurus    | kréta   | növényevő    | —                                                    |
| Argentinosaurus   | kréta   | növényevő    | —                                                    |
| Argyrosaurus      | kréta   | növényevő    | —                                                    |
| Aucasaurus        | kréta   | húsevő       | —                                                    |
| Austrocheirus     | kréta   | húsevő       | —                                                    |
| Austroraptor      | kréta   | húsevő       | —                                                    |
| Barrosasaurus     | kréta   | növényevő    | —                                                    |
| Baurutitan        | kréta   | növényevő    | —                                                    |
| Bayosaurus        | kréta   | húsevő       | —                                                    |
| Bonatitan         | kréta   | növényevő    | —                                                    |
| Bonitasaura       | kréta   | növényevő    | —                                                    |
| Brachytrachelopan | jura    | növényevő    | —                                                    |
| Buitreraptor      | kréta   | húsevő       | —                                                    |
| Campylodoniscus   | kréta   | növényevő    | —                                                    |
| Carnotaurus       | kréta   | húsevő       | —                                                    |
| Cathartesaura     | kréta   | növényevő    | —                                                    |
| Chromogisaurus    | triász  | ismeretlen   | —                                                    |
| Chubutisaurus     | kréta   | növényevő    | —                                                    |
| Clasmodosaurus    | kréta   | növényevő    | —                                                    |
| Coloradisaurus    | triász  | növényevő    | —                                                    |
| Condorraptor      | jura    | húsevő       | —                                                    |
| Domeykosaurus     | kréta   | növényevő    | —                                                    |
| Ekrixinatosaurus  | kréta   | húsevő       | —                                                    |
| Eoraptor          | triász  | mindenevő    | A legkorábbi ismert theropoda.                       |
| Epachthosaurus    | kréta   | növényevő    | —                                                    |
| Futalognkosaurus  | kréta   | növényevő    | —                                                    |
| Gasparinisaura    | kréta   | növényevő    | —                                                    |
| Genyodectes       | kréta   | húsevő       | —                                                    |
| Giganotosaurus    | kréta   | húsevő       | —                                                    |
| Gondwanatitan     | kréta   | növényevő    | —                                                    |
| Guaibasaurus      | triász  | ismeretlen   | —                                                    |
| Herrerasaurus     | triász  | húsevő       | —                                                    |
| Ilokelesia        | kréta   | húsevő       | —                                                    |
| Irritator         | kréta   | húsevő       | Lehetséges, hogy az Angaturama szinonimája           |
| Laplatasaurus     | kréta   | növényevő    | —                                                    |
| Lessemsaurus      | triász  | növényevő    | —                                                    |
| Ligabueino        | kréta   | húsevő       | —                                                    |
| Ligabuesaurus     | kréta   | növényevő    | —                                                    |
| Limaysaurus       | kréta   | növényevő    | —                                                    |
| Loncosaurus       | kréta   | növényevő    | —                                                    |
| Macrogryphosaurus | kréta   | növényevő    | —                                                    |
| Malarguesaurus    | kréta   | növényevő    | —                                                    |
| Mapusaurus        | kréta   | húsevő       | —                                                    |
| Maxakalisaurus    | kréta   | növényevő    | —                                                    |
| Megaraptor        | kréta   | húsevő       | —                                                    |
| Mendozasaurus     | kréta   | növényevő    | —                                                    |
| Mirischia         | kréta   | húsevő       | —                                                    |
| Mussaurus         | triász  | növényevő    | —                                                    |
| Muyelensaurus     | kréta   | növényevő    | —                                                    |
| Neuquenraptor     | kréta   | húsevő       | —                                                    |
| Neuquensaurus     | kréta   | növényevő    | —                                                    |
| Noasaurus         | kréta   | húsevő       | —                                                    |
| Nopcsaspondylus   | kréta   | növényevő    | —                                                    |
| Notoceratops      | kréta   | növényevő    | —                                                    |
| Notohypsilophodon | kréta   | növényevő    | —                                                    |
| Orkoraptor        | kréta   | húsevő       | —                                                    |
| Panamericansaurus | kréta   | növényevő    | —                                                    |
| Panphagia         | triász  | mindenevő    | —                                                    |
| Patagonykus       | kréta   | húsevő       | —                                                    |
| Patagosaurus      | jura    | növényevő    | —                                                    |
| Pellegrinisaurus  | kréta   | növényevő    | —                                                    |
| Piatnitzkysaurus  | jura    | húsevő       | —                                                    |
| Pisanosaurus      | triász  | növényevő    | —                                                    |
| Pitekunsaurus     | kréta   | növényevő    | —                                                    |
| Puertasaurus      | kréta   | növényevő    | —                                                    |
| Pycnonemosaurus   | kréta   | húsevő       | —                                                    |
| Quilmesaurus      | kréta   | (ismeretlen) | —                                                    |
| Rayososaurus      | kréta   | növényevő    | —                                                    |
| Rinconsaurus      | kréta   | növényevő    | —                                                    |
| Riojasaurus       | triász  | növényevő    | —                                                    |
| Rocasaurus        | kréta   | növényevő    | —                                                    |
| Saltasaurus       | kréta   | növényevő    | —                                                    |
| Sanjuansaurus     | triász  | húsevő       | —                                                    |
| Santanaraptor     | kréta   | húsevő       | —                                                    |
| Saturnalia        | triász  | növényevő    | —                                                    |
| Sauropodus        | kréta   | növényevő    | —                                                    |
| Secernosaurus     | kréta   | növényevő    | —                                                    |
| Skorpiovenator    | kréta   | húsevő       | —                                                    |
| Spondylosoma      | triász  | húsevő       | Lehetséges, hogy nem dinoszaurusz, hanem rauisuchia. |
| Staurikosaurus    | triász  | húsevő       | —                                                    |
| Talenkauen        | kréta   | növényevő    | —                                                    |
| Tehuelchesaurus   | jura    | növényevő    | —                                                    |
| Teyuwasu          | triász  | (ismeretlen) | Kétséges nem                                         |
| Trigonosaurus     | kréta   | növényevő    | —                                                    |
| Tyrannotitan      | kréta   | húsevő       | —                                                    |
| Uberabatitan      | kréta   | növényevő    | —                                                    |
| Unaysaurus        | triász  | növényevő    | —                                                    |
| Unenlagia         | kréta   | húsevő       | —                                                    |
| Unquillosaurus    | kréta   | húsevő       | —                                                    |
| Velocisaurus      | kréta   | húsevő       | —                                                    |
| Volkheimeria      | jura    | növényevő    | —                                                    |
| Xenotarsosaurus   | kréta   | húsevő       | —                                                    |
| Zapalasaurus      | kréta   | növényevő    | —                                                    |
| Zupaysaurus       | triász  | húsevő       | —                                                    |

## Színmagyarázat
| Nomen dubium |
| Érvénytelen  |
| Nomen nudum  |

## A megjelenés feltételei
- A dinoszaurusznak szerepelnie kell a Dinoszauruszok listáján.
- Az állat fosszíliáinak Dél-Amerika területéről kell származnia.
- Ez a lista kiegészítés a Kategória:Dél-Amerika dinoszauruszai alatt felsoroltakhoz.

## Fordítás
- Ez a szócikk részben vagy egészben a List of South American dinosaurs című angol Wikipédia-szócikk ezen változatának fordításán alapul.  Az eredeti cikk szerkesztőit annak laptörténete sorolja fel. Ez a jelzés csupán a megfogalmazás eredetét és a szerzői jogokat jelzi, nem szolgál a cikkben szereplő információk forrásmegjelöléseként.